# Ribeiro da Ciclo Ribeiro
Clemencio Frutuoso Ribeiro (n. 6 aprilie 1954, Rochedo, Mato Grosso do Sul, Brazilia – d. 9 iulie 2021, Campo Grande, Mato Grosso do Sul, Brazilia) mai bine cunoscut ca Ribeiro da Ciclo Ribeiro a fost un politician, antreprenor și ciclist brazilian.

## Moarte
Ribeiro a murit pe 9 iulie 2021 din cauza complicațiilor din COVID-19.